# راسيل بول
راسيل بول (بالإنجليزية: Russell Poole)‏ هو محقق أمريكي، ولد في 29 نوفمبر 1956 في لا ميرادا في الولايات المتحدة، وتوفي في 19 أغسطس 2015 في لوس أنجلوس في الولايات المتحدة.

## وصلات خارجية
- راسيل بول على موقع IMDb (الإنجليزية)
- راسيل بول على موقع قاعدة بيانات الفيلم (الإنجليزية)